# Kanton La Couronne
La Couronne is een kanton van het Franse departement Charente. Het kanton maakt deel uit van het arrondissement Angoulême.

## Gemeenten
Het kanton La Couronne omvatte tot 2014 de volgende 7 gemeenten:
- Fléac
- La Couronne (hoofdplaats)
- Nersac
- Puymoyen
- Roullet-Saint-Estèphe
- Saint-Michel
- Vœuil-et-Giget

Bij de herindeling van de kantons door het decreet van 20 februari 2014, met uitwerking op 22 maart 2015, werd het herleid tot volgende 4 gemeenten:
- La Couronne (hoofdplaats)
- Nersac
- Puymoyen
- Saint-Michel